# Балтийская военно-морская база
Балтийская военно-морская база — военно-морская база Балтийского флота ВМФ России.

## История
Осенью 1944 года в Ставке Верховного Главнокомандования обсуждался план предстоящей военной кампании. Советская армия готовилась к операциям на Земланде, активное участие в которых принимал Балтийский флот. В проект постановления вошло и предложение адмирала Н. Г. Кузнецова о передаче порта Пиллау для базирования кораблей и частей флота. И уже в начале января 1945 года командующий КБФ адмирал В. Ф. Трибуц получил указание о формировании Пиллауской военно-морской базы. В её состав были включены экипажи торпедных катеров и бронекатеров, рейдовых тральщиков и морских охотников, отличившихся при обороне Ленинграда.
Новый приказ был бы обычным штабным документом, если бы не одно обстоятельство. Впервые имя советскому военно-морскому объединению дал город, стоявший в глубоком тылу противника, в сотнях километров от линии фронта. На второй день после взятия Пиллау сюда прибыл и штаб базы. Он разместился в уцелевших зданиях на набережной крепостного канала. В эти дни город и его окрестности были заполнены частями гвардейских стрелковых дивизий. Вместе с ними здесь находились: 23-й дважды Краснознаменный пограничный отряд НКВД, 34-я зенитная Неманская дивизия Резерва Главного Командования, 5-я бригада разминирования, 9-я понтонная бригада, 26-я железнодорожная бригада и другие. Передав военным морякам трофейные плавсредства, командование 3-м Белорусским фронтом вывело войска из городских кварталов. По приказу Наркома ВМФ группа флотских специалистов подготовила доклад о состоянии военных объектов и инженерных сетей города.
Осенью 1945 года адмирал флота Н. Г. Кузнецов вновь обратился к И. В. Сталину по поводу финансирования восстановительных работ в Пиллау. В связи с решением об образовании Кенигсбергской области, Н. Г. Кузнецов настаивал на закрытии Кенигсбергского порта для захода иностранных судов, что не входило в планы многих союзных министерств. Так, Министерство рыбной промышленности пыталось закрепить за собой рыбные заводы Пиллау. Однако командование флота отказалось от их передачи, сославшись на указания заместителя Министра Вооружённых Сил СССР Н. Г. Кузнецова. В высших партийных инстанциях разбирались жалобы о самоуправстве военных моряков. В качестве ответа командование флота сообщило, что, согласно указанию товарища И. В. Сталина, Пиллау является главной военно-морской базой Юго-Западного Балтийского флота. А принятое в январе 1947 года постановление СНК СССР «О первоочередных мероприятиях по обеспечению кораблей ЮБФ» юридически закрепило за моряками город и порт Балтийск с прилегающими к нему поселениями, причальными, портовыми и береговыми сооружениями и оборудованием. Сюда запрещалось заходить торговым, рыболовецким и другим судам, за исключением кораблей под военными флагами. Были определены и сроки строительства в городе социальных объектов. В это же время Пиллауская ВМБ была переименована в Балтийскую военно-морскую базу.
28.11.1948 года её расформировали, и все части переподчинили непосредственно командующему БФ. В 1946—1958 гг. в Балтийске размещался штаб флота. 01.03.1956 года — сформирована военно-морская база первого разряда — ВМБ Балтийск. В октябре 1988 года военно-морская база Балтийск преобразована в Балтийскую Эскадру Разнородных Сил. В неё вошли: дивизия кораблей охраны водного района. 01.12.1994 года — Балтийская эскадра разнородных сил снова преобразована в Балтийскую военно-морскую базу, в её состав вошли бригады кораблей охраны водного района и ракетных кораблей.
В сентябре 1962 года в связи с агрессивными действиями США против республики Куба и угрозами со стороны правящих кругов США в адрес Советского Союза, ВМБ Балтийск была переведена в повышенную боевую готовность.
Корабли базы в октябре 1962 года принимали участие в первом дружественном визите отряда кораблей БФ в п. Росток НВМФ ГДР. Заходили в порты Гдыню, Свиноуйсьце (ПНР), Росток, Варнемюнде (ГДР). Принимал корабли этих стран Балтийск и у себя. Всего с 1956 по 1990 гг. корабли военно-морской базы посетили около 20 портов 12 стран мира, в том числе такие, как Конакри Тартус, Латакия и Луанда. Достопримечательностью Балтийской военно-морской базы являются пехотные казармы, признанные памятником немецкой архитектуры начала двадцатого века. Казармы выглядят очень фотогенично, поэтому их часто используют как декорации, снимая историческое кино и телепередачи.

## Приписанные корабли
В боевом составе Балтийской военно-морской базы входят различные типы кораблей ВМФ: рейдовые тральщики проекта 10750, рейдовые тральщики пр. 12592, малые противолодочные корабли пр. 1331М, малые ракетные корабли проекта 12341, 21631, 22800

## Совершенствование инфраструктуры с 2021 года
В 2021 году на Балтийской военно-морской базе будет завершено строительство улучшенного причального фронта для приёма эсминцев, сторожевых кораблей, фрегатов и корветов. Об этом сообщает Минобороны РФ. Протяжённость сооружения составит 3 км. Оно позволит снабжать пришвартованные корабли электроэнергией, пресной водой и связью. В течение текущего года Балтийская военно-морская база (ВМБ), дислоцированная в Калининградской области, получит новую причальную инфраструктуру для швартовки и стоянки кораблей различных классов. Об этом сообщает пресс-служба Западного военного округа. По информации Минобороны РФ, база в Балтийске играет важную роль в обеспечении безопасности всего морского побережья Калининградской области и морских коммуникаций, которые проходят неподалёку и связывают Россию с другими государствами.

## Боевой состав
| 1-й гвардейский дивизион ракетных катеров           | 1-й гвардейский дивизион ракетных катеров | 1-й гвардейский дивизион ракетных катеров | 1-й гвардейский дивизион ракетных катеров | 1-й гвардейский дивизион ракетных катеров | 1-й гвардейский дивизион ракетных катеров |
| Наименование                                        | Бортовой номер                            | Класс                                     | Проект                                    | В составе флота                           | Состояние                                 |
| --------------------------------------------------- | ----------------------------------------- | ----------------------------------------- | ----------------------------------------- | ----------------------------------------- | ----------------------------------------- |
| Р-2 (с 2015 г. - "Чувашия")                         | 820                                       | Ракетный катер                            | 12411М                                    | С 1999 года                               | В строю                                   |
| Р-47 (с 1989 по 1992 гг. - "Тамбовский комсомолец") | 819                                       | Ракетный катер                            | 12411М                                    | С 1987 года                               | Списан в 2017 году. Музей в г. Кронштадт. |
| Р-129 (с 2014 г. - "Кузнецк")                       | 852                                       | Ракетный катер                            | 12411М                                    | С 1985 года                               | Списан в 2018 г. Утилизирован.            |
| Р-187 (с 2012 г. - "Заречный")                      | 855                                       | Ракетный катер                            | 12411М                                    | С 1989 года                               | В строю                                   |
| Р-257                                               | 833                                       | Ракетный катер                            | 12411М                                    | С 1986 года                               | Списан в 2022 г. Утилизирован.            |
| Р-291 «Димитровград»                                | 825                                       | Ракетный катер                            | 12411М                                    | С 1991 года                               | В строю                                   |
| Р-293 «Моршанск»                                    | 874                                       | Ракетный катер                            | 12411М                                    | С 1992 года                               | В строю                                   |
| 106-й дивизион малых ракетных кораблей              |                                           |                                           |                                           |                                           |                                           |
| «Гейзер»                                            | 555                                       | Малый ракетный корабль                    | 12341                                     | С 1989 года                               | Списан в 2023 г. Утилизирован.            |
| «Зыбь»                                              | 560                                       | Малый ракетный корабль                    | 12341                                     | С 1989 года                               | Списан в 2020 г. Утилизирован.            |
| «Ливень»                                            | 551                                       | Малый ракетный корабль                    | 12341                                     | С 1991 года                               | Списан в 2023 г.                          |
| «Пассат»                                            | 570                                       | Малый ракетный корабль                    | 12341                                     | С 1990 года                               | В строю                                   |

| 264-й дивизион противолодочных кораблей    | 264-й дивизион противолодочных кораблей | 264-й дивизион противолодочных кораблей | 264-й дивизион противолодочных кораблей | 264-й дивизион противолодочных кораблей | 264-й дивизион противолодочных кораблей         |
| ------------------------------------------ | --------------------------------------- | --------------------------------------- | --------------------------------------- | --------------------------------------- | ----------------------------------------------- |
| Наименование                               | Бортовой номер                          | Класс                                   | Проект                                  | В составе флота                         | Состояние                                       |
| МПК-105                                    | 245                                     | Малый противолодочный корабль           | 1331M                                   | С 1988 года                             | Списан в 2014 г. Утилизирован.                  |
| МПК-224 «Алексин»                          | 318                                     | Малый противолодочный корабль           | 1331M                                   | С 1989 года                             | В строю                                         |
| МПК-227 (с 2015 г. - "Кабардино-Балкария") | 322                                     | Малый противолодочный корабль           | 1331M                                   | С 1989 года                             | В строю                                         |
| МПК-228 «Башкортостан»                     | 244                                     | Малый противолодочный корабль           | 1331M                                   | С 1989 года                             | Сгорел в 2007 г. Списан в 2010 г. Утилизирован. |
| МПК-229 «Калмыкия»                         | 332                                     | Малый противолодочный корабль           | 1331M                                   | С 1989 года                             | В строю                                         |
| 323-й дивизион тральщиков                  |                                         |                                         |                                         |                                         |                                                 |
| «Алексей Лебедев»                          | 505                                     | Базовый тральщик                        | 12650                                   | С 1989 года                             | Списан в 2018 г. Утилизирован.                  |
| БТ-212 (с 2017 г. - "Новочебоксарск")      | 501                                     | Базовый тральщик                        | 12650Э                                  | С 1991 года                             | В строю                                         |
| БТ-213 «Сергей Колбасьев»                  | 522                                     | Базовый тральщик                        | 12650                                   | С 1992 года                             | Списан в 2021 г. Утилизирован.                  |
| БТ-230 (с 2014 г. - "Леонид Соболев")      | 510                                     | Базовый тральщик                        | 12650                                   | С 1990 года                             | Выведен из состава БФ в 2023 г.                 |

- 143-я бригада строящихся и ремонтируемых кораблей (Калининград)
- 54-я бригада спасательных судов (Балтийск)
- 72-й дивизион разведывательных кораблей (Балтийск)
- Дивизион судов обеспечения (Балтийск)
- Дивизион вспомогательных судов (Балтийск)

## Командиры
- 1945—1948 — контр-адмирал Фельдман Николай Эдуардович
- 1973—1977 — контр-адмирал Касумбеков Гамид Габиб оглы
- 1985—1986 — контр-адмирал Егоров Владимир Григорьевич
- 1992—1996 — контр-адмирал Комоедов Владимир Петрович
- 1996—1997 — контр-адмирал Татаринов Александр Аркадьевич
- 1997—2001 — контр-адмирал Апанович Василий Никанорович
- 2001—2003 — контр-адмирал Мардусин Виктор Николаевич
- 2003—2005 — контр-адмирал Клецков Александр Дмитриевич
- 2005—2006 — контр-адмирал Троян Александр Владимирович[5]
- 2006—2008 — вице-адмирал Нистрян Леонид Варлаамович
- 2009—2012 — контр-адмирал Носатов Александр Михайлович
- 2012, апрель-сентябрь — контр-адмирал Попов Сергей Борисович[6]
- 2012—2015 — контр-адмирал Осипов Игорь Владимирович
- 2015—2018 — контр-адмирал Щербицкий Александр Вадимович
- 2018—2021 — контр-адмирал Пешков Александр Игоревич
- 2021—2024 — контр-адмирал Биличенко Михаил Владимирович
- с 2024 — контр-адмирал  Жовтоножко Алексей Владимирович[7]

## Факты
- 8 ноября 1975 года заместитель командира корабля по политической работе БПК «Сторожевой» базы Балтийск капитан 3 ранга Саблин Валерий Михайлович захватил корабль, стоявший в Риге на параде, и совершил попытку вывести его в нейтральные воды.  Он жил на улице Ушакова, дом 26 и имел двух сыновей. Саблина расстреляли в августе 1976 года, ему было тогда 37 лет[1].

## Награды
- В мае 1980 года за заслуги в братской помощи по восстановлению ВМФ ПНР и укреплению обороноспособности Польши, а также в честь двадцатипятилетия Варшавского договора, ВМБ Балтийск награждён правительством Польской Народной Республики «Командорским орденом за заслуги».